# Unidad Popular - Frente de Trabajadores
Unidad Popular - Frente de Trabajadores es un acuerdo político-electoral de partidos políticos uruguayos fundado en el año 2023. Es un acuerdo de partidos de izquierda, fundado con el objetivo de reagrupar e impulsar la movilización popular.
El partido se conforma por las agrupaciones Unidad Popular, el Partido de los Trabajadores y el Frente de Trabajadores en Lucha.
En el marco de las Elecciones Generales de 2024 definieron a Gonzalo Martínez de Unidad Popular como candidato a Presidente, y a Andrea Revuelta del Partido de los Trabajadores como candidata a Vicepresidenta.

## Véase también

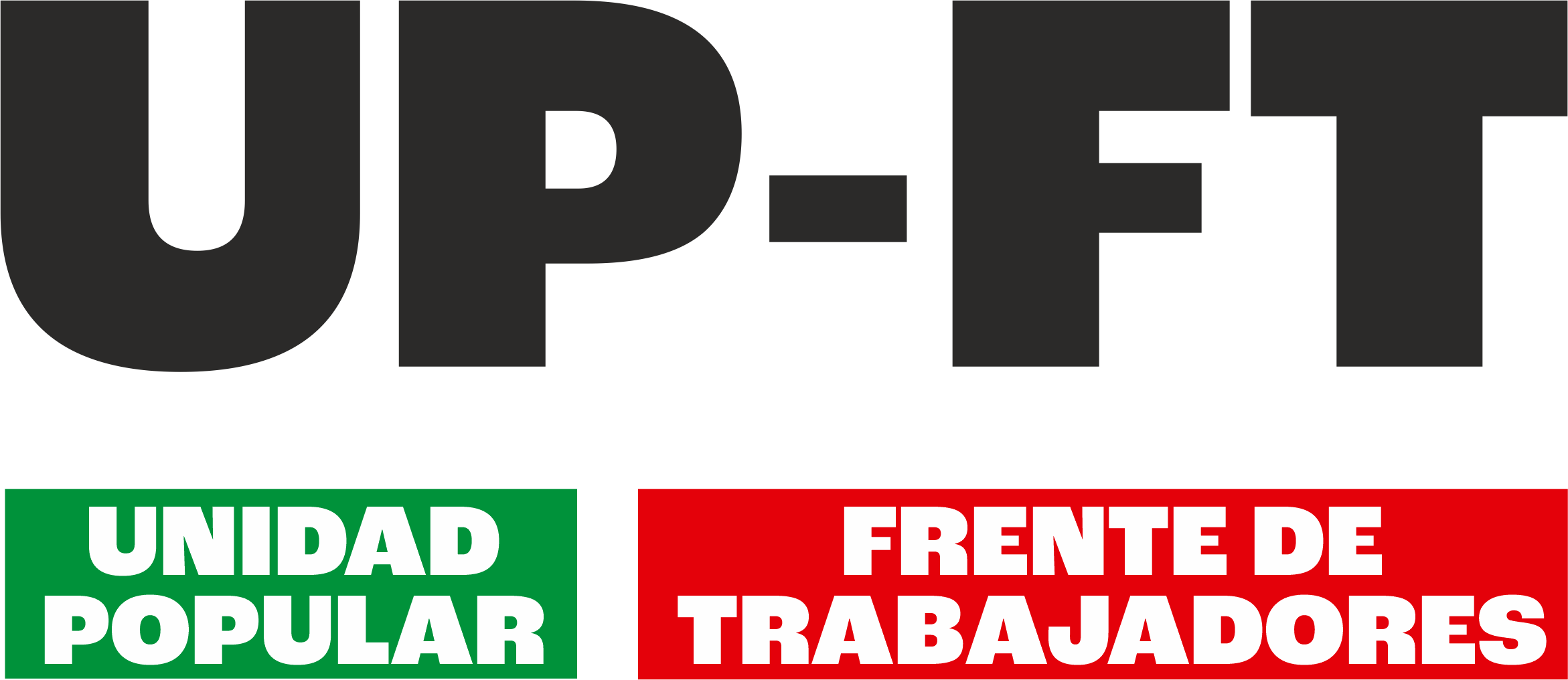
Logotipo de Unidad Popular - Frente de Trabajadores